# Лопатинский сельсовет (Сергачский район)
Лопатинский сельсовет — муниципальное образование в Сергачском районе Нижегородской области. Имеет статус сельского поселения. Административный центр — село Лопатино.

## История
Статус и границы сельского поселения установлены Законом Нижегородской области от 15 июня 2004 года № 60-З «О наделении муниципальных образований - городов, рабочих посёлков и сельсоветов Нижегородской области статусом городского, сельского поселения».
Законом Нижегородской области от 28 августа 2009 года № 132-З сельские поселения Лопатинский сельсовет, Пицинский сельсовет и Яновский сельсовет объединены в сельское поселение Лопатинский сельсовет.

## Население
| 2002  | 2010  | 2012  | 2013  | 2014  | 2015  | 2016  |
| ----- | ----- | ----- | ----- | ----- | ----- | ----- |
| 2032  | ↘1616 | ↘1576 | ↘1560 | ↘1537 | ↘1516 | ↘1484 |
| 2017  | 2018  | 2019  | 2020  | 2021  |       |       |
| ↘1460 | ↘1424 | ↘1400 | ↘1367 | ↗1378 |       |       |

## Состав сельского поселения
| №  | Населённый пункт | Тип населённого пункта       | Население |
| -- | ---------------- | ---------------------------- | --------- |
| 1  | Абаимово         | село                         | ↘145      |
| 2  | Анучино          | деревня                      | ↘13       |
| 3  | Еропкино         | село                         | ↘5        |
| 4  | Кошкарово        | село                         | ↘98       |
| 5  | Лопатино         | село, административный центр | ↘249      |
| 6  | Мамешево         | деревня                      | ↘30       |
| 7  | Павловка         | деревня                      | ↘1        |
| 8  | Пица             | село                         | ↘322      |
| 9  | Чуфарово         | село                         | ↘177      |
| 10 | Яново            | село                         | ↘576      |